# Helene Bernatzik
Helene Bernatzik (* 9. Oktober 1888 in Wien; † 2. Februar 1967 ebenda) war eine österreichische Textilkünstlerin und Kunsthandwerkerin. Sie leitete ab 1916 die neu gegründete Künstlerwerkstätte der Wiener Werkstätte.

## Leben und Werk
Helene Bernatzik war die Tochter von Josefine Bernatzik, geborene Tourelle, und Edmund Bernatzik. Ihre Schwester Maria Hafferl-Bernatzik (1887–1971) promovierte als dritte Frau in Wien als Juristin. Der Bruder Hugo Bernatzik war ein Reiseschriftsteller und Ethnologe. Der Vater Edmund Bernatzik ließ sich vor dem Ersten Weltkrieg, parallel zum Studium seiner Tochter Helene an der Kunstgewerbeschule Wien, eine Villa von Josef Hoffmann bauen und von Künstlern der Wiener Werkstätte ausstatten.
Helene Bernatzik machte von 1906 bis 1910 eine Ausbildung an der Kunstschule für Frauen und Mädchen bei Adolf Boehm. Anschließend absolvierte sie von 1911 bis 1913 ein Studium an der Kunstgewerbeschule Wien in der Fachklasse Malerei bei Koloman Moser und in der Werkstätte für Textilarbeiten bei Rosalia Rothansl.
Im Jahr 1920 heiratete sie Camillo Pfersmann, Sektionsrat im Handelsministerium.
Helene Bernatzik arbeitete zwischen 1914 und 1922 für die Wiener Werkstätte (WW). Ab 1916 übernahm sie die Leitung der der neu gegründeten Künstlerwerkstätte in der Neustiftgasse.

„Und Fräulein Bernatzik, eine junge Künstlerin von überragendem Verständnis, macht uns den Cicerone, sich selbst an jedem Stück, das sie mit sorgenden Händen vorzieht und liebevoll wie ein einziges Kind streichelt, begeisternd und ihre Freude an den Werken auf den Beschauer übertragend.“

In den Modellbüchern der WW findet man Arbeiten von Helene Bernatzik vor allem mit Perlen, wie Lesezeichen oder Ketten.

## Werke (Auswahl)
- 1908: Panneau „Die stolze Prinzessin“ aus dem Märchen König Drosselbart[4][5]
- 1908: Acht Illustrationen zu dem „Glücklichen Prinzen“ von Oskar Wilde[5]
- 1908: Plakat[5]
- 1909: Gestickter roter Schleier[6]
- 1910: Altardecke[7]
- vor 1914: Entwurf eines Pokals[8]
- 1919: Entwürfe für vier Lesezeichen[9]

## Ausstellungen (Auswahl)
- 1908: Kunstschau Wien[4][5]
- 1909: Internationale Kunstschau Wien[6]
- 1910: Ausstellung der Kunstschule für Frauen und Mädchen[7]

Posthum
- 2021: Die Frauen der Wiener Werkstätte